# Gunda (Kartoffel)

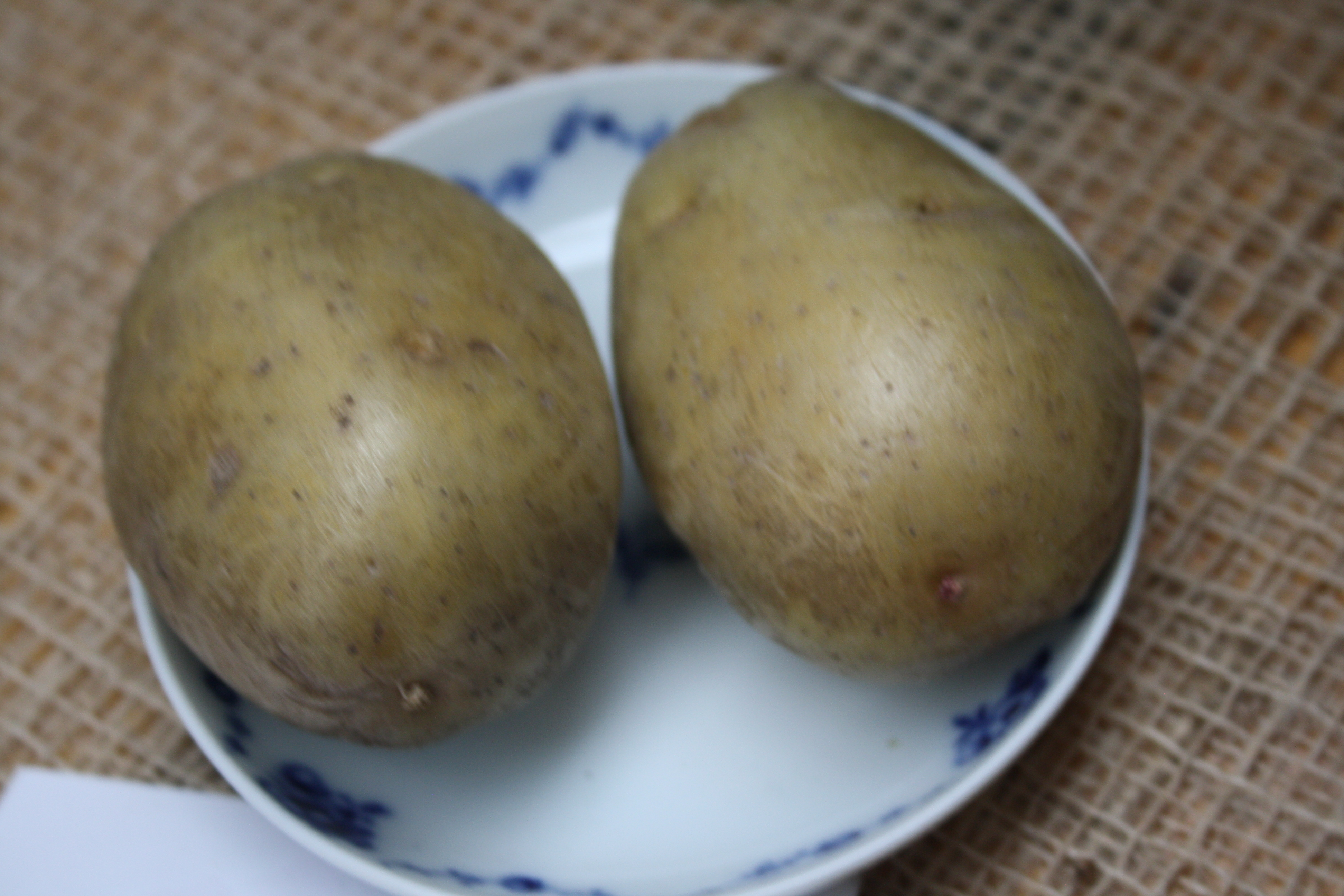
Gunda

Gunda (Solanum tuberosum L. cv. Gunda) ist eine frühe, mehligkochende Kartoffelsorte mit einer ovalen Knollenform, gelber Fleischfarbe, flachen bis mittleren Augen und leicht genetzter Schale. Durch eine lange Keimruhe und die geringe Neigung zu Schwarzflecken besitzt Gunda eine gute Lagerfähigkeit.
Die Sorte ist besonders geeignet für Kartoffelpüree und -knödel, Suppen, Eintöpfe, Kuchen und Süßspeisen.
Sie ist am besten für den Kleinhandel und Ab-Hof-Verkauf geeignet und wurde 2015 von der Landwirtschaftskammer Nordrhein-Westfalen als Referenzsorte für mehlig kochende Kartoffeln ausgewählt.